# Альянс лібералів і демократів за Європу (фракція)
Альянс лібералів і демократів за Європу (АЛДЄ) — колишня ліберальна центристська фракція Європейського парламенту. Була утворена представниками двох європейських партій: Альянс лібералів і демократів за Європу та Європейська демократична партія.
АЛДЄ — одна з трьох найстаріших фракцій, неофіційною датою її заснування вважається вересень 1952 року, офіційно заснована 2004 року. Припинила існування 2019 року, її наступницею є фракція «Оновити Європу».

## Лідери фракції з1953
| Початок        | Завершення      | Голова                | Джерело      |
| -------------- | --------------- | --------------------- | ------------ |
| 1953           | 1956            | «Дельбос»             | [ 2 ]        |
| 1957           | 1968            | «Плевен»              | [ 3 ]        |
| 1969           | 15 березня 1973 | Корнеліс Беркгувер    | [ 4 ]        |
| 1973           | 1977            | «Деруа»               |              |
| 9 жовтня 1978  | 16 липня 1979   | Жан-Франсуа Пінтат    | [ 5 ]        |
| 17 липня 1979  | 27 червня 1984  | Мартін Бангеманн      | [ 6 ]        |
| 24 липня 1984  | 24 липня 1989   | Симон Вейл            | [ 7 ]        |
| 25 липня 1989  | 11 грудня 1991  | Валері Жискар д'Естен | [ 7 ] [ 8 ]  |
| 27 січня 1992  | 18 липня 1994   | Ів Галланд            | [ 7 ] [ 9 ]  |
| 19 липня 1994  | 2 серпня 1998   | Гі де Врієс           | [ 7 ] [ 10 ] |
| 9 вересня 1998 | 14 січня 2002   | Пет Кокс              | [ 7 ] [ 11 ] |
| 16 січня 2002  | 31 червня 2009  | Грехем Вотсон         | [ 7 ] [ 12 ] |
| 1 липня 2009   | 1 липня 2019    | Гі Вергофстадт        |              |

## Членство за країнами станом на2010рік
| 0% до 1% 1% до 5% 5% до 10% 10% до 20% 20% до 30% 30% до 40% 40% до 50% 50% + |

Відсоткове співвідношення станом на квітень 2010 року

Найменше представництво у фракції мав Піренейський півострів, Центральна Європа та Греція. Найбільше — Скандинавія, Балтійські країни і Балканський півострів. Не мали представників у фракції Чехія, Греція, Угорщина, Мальта, Австрія, Польща та Португалія.